# Paul Grischok
Paul Grischok (ur. 26 lutego 1986 w Kędzierzynie-Koźlu) – niemiecki piłkarz polskiego pochodzenia występujący na pozycji pomocnika.
Grischok zaczął swoją karierę w SV Wermelskirchen, z którego na początku 2007 roku trafił do Bayeru 04 Leverkusen, gdzie występował w zespole rezerw. Sezon 2009/10 spędził jako gracz Servette FC, zaś latem 2010 roku podpisał kontrakt z Widzewem Łódź. Po roku odszedł do Olimpii Grudziądz. Po przerwie zimowej sezonu 2012/13 został zawodnikiem Etyru Wielkie Tyrnowo. Po zakończeniu sezonu powrócił do Niemiec, gdzie reprezentował kolejno barwy Stuttgarter Kickers, BFC Dynamo oraz Berliner AK 07. Przed sezonem 2015/2016 wrócił do Polski, został zawodnikiem pierwszoligowej Chojniczanki Chojnice, w której zagrał 11 razy. Na początku grudnia 2015 roku, kontrakt został rozwiązany. Na wiosnę 2016 roku przystąpił do trzecioligowego Pelikana Łowicz.

## Statystyki kariery
(aktualne na dzień 20 kwietnia 2013)
| Klub                   | Sezon              | Liga                           | Liga  | Liga   | Puchar kraju | Puchar kraju | Suma  | Suma   |
| Klub                   | Sezon              | Liga                           | Mecze | Bramki | Mecze        | Bramki       | Mecze | Bramki |
| ---------------------- | ------------------ | ------------------------------ | ----- | ------ | ------------ | ------------ | ----- | ------ |
| Bayer 04 Leverkusen II | 2006/07            | Regionalliga                   | 3     | 0      | –            | –            | 3     | 0      |
| Bayer 04 Leverkusen II | 2007/08            | Oberliga                       | 13    | 0      | –            | –            | 13    | 0      |
| Bayer 04 Leverkusen II | 2008/09            | Regionalliga                   | 14    | 0      | –            | –            | 14    | 0      |
| Servette FC            | 2009/10            | Swiss Challenge League         | 11    | 1      | 1            | 1            | 12    | 2      |
| Widzew Łódź            | 2010/11            | Ekstraklasa                    | 13    | 0      | 2            | 1            | 15    | 1      |
| Olimpia Grudziądz      | 2011/12            | I liga                         | 22    | 5      | 0            | 0            | 22    | 5      |
| Olimpia Grudziądz      | 2012/13            | I liga                         | 14    | 0      | 3            | 0            | 17    | 0      |
| Etyr Wielkie Tyrnowo   | 2012/13            | A Profesionałna futbołna grupa | 1     | 0      | 0            | 0            | 1     | 0      |
| Ogólnie w karierze     | Ogólnie w karierze | Ogólnie w karierze             | 191   | 41     | 18           | 4            | 219   | 46     |